# Nathaël Julan
Nathaël Julan, né le 19 juillet 1996 à Montivilliers et mort le 3 janvier 2020 à Pordic, est un footballeur français évoluant au poste d'attaquant.
Nathaël Julan est formé au Havre AC et y débute comme joueur professionnel en 2016. Devenu progressivement titulaire en Ligue 2, il est recruté en janvier 2018 par l'EA Guingamp, qui évolue alors parmi l'élite. Le joueur peine à s'y faire une place et, un an plus tard, il est prêté pour six mois au Valenciennes FC, en L2.
Nathaël Julan meurt le 3 janvier 2020 dans un accident de la route.

## Biographie

### Enfance et formation
Né à Montivilliers, dans la banlieue havraise, Nathaël Julan commence le football à l’âge de cinq ans avec le club des Tréfileries, proche du domicile familial. Son père a été gardien de but du club des Neiges. Dès ses huit ans, Nathaël intègre l'école de football du Havre Athletic Club.
Nathaël Julan effectue toute sa formation au HAC. Il ingère l'équipe réserve dans laquelle il est élu meilleur joueur du groupe H de CFA 2 lors de la saison 2015-2016. Nathaël est également appelé à sept reprises avec le groupe professionnel sur des matchs de Ligue 2 et entre trois fois en jeu face à Niort, Nîmes et Bourg-en-Bresse.

### Professionnel en Ligue 2 au Havre (2016-2018)

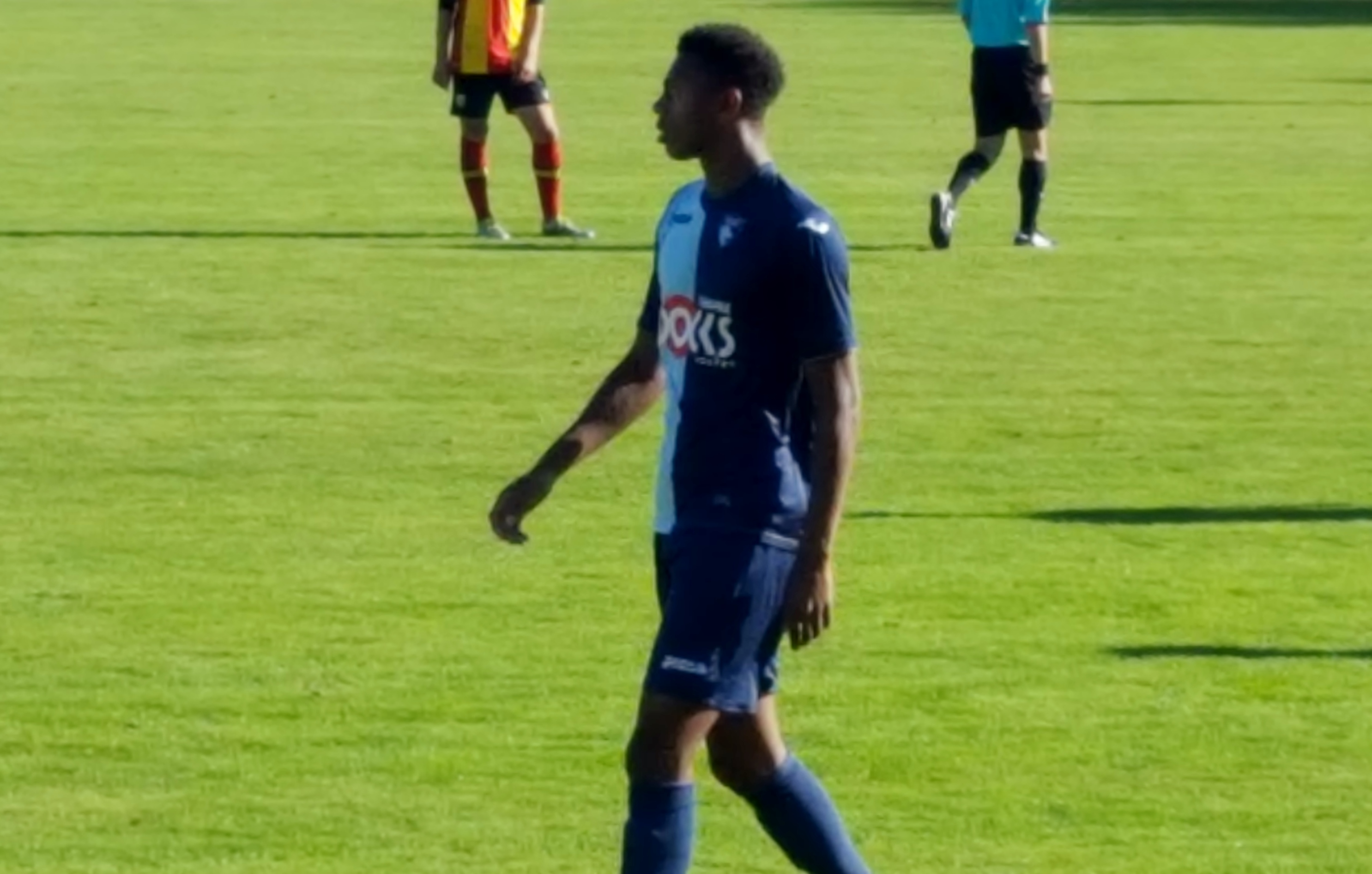
Julan avec l'équipe réserve du HAC en août 2016.

Nathaël Julan signe son premier contrat professionnel en juin 2016 avec Le Havre.
Le 4 novembre 2016, Nathaël inscrit son premier but en professionnel lors d’une victoire à Laval (90e, 0-2). Lors de la saison 2016-2017, Julan participe à 22 matchs de Ligue 2 et inscrit quatre buts, ainsi que deux réalisations en trois rencontres de Coupe de France. Il est l'auteur du but le plus rapide (après 5 minutes 5e lors de Le Havre AC -Bourg-En-Bresse 01, le 10 février 2017) et le plus tardif inscrit cette saison-là par son club (après 90+4 minutes lors de Stade lavallois - Le Havre AC, le 28 octobre 2017).
Lors du mercato hivernal 2018, les médias font état de contact avec plusieurs clubs anglais (Wolverhampton, Crystal Palace, Stoke City, Norwich City, Middlesbrough) avant que Nathaël Julan ne s'engage avec l'EA Guingamp, club de Ligue 1.

### Découverte de la Ligue 1 et retour en L2 (2019-2020)
Le 31 janvier 2018, dans les dernières heures du mercato hivernal, Nathaël Julan signe pour trois ans et demi à l'EA Guingamp. « On parlait d’opportunités, c’est exactement le cas pour Nathaël, précise le président Bertrand Desplat. C’est une anticipation pour la saison prochaine ».

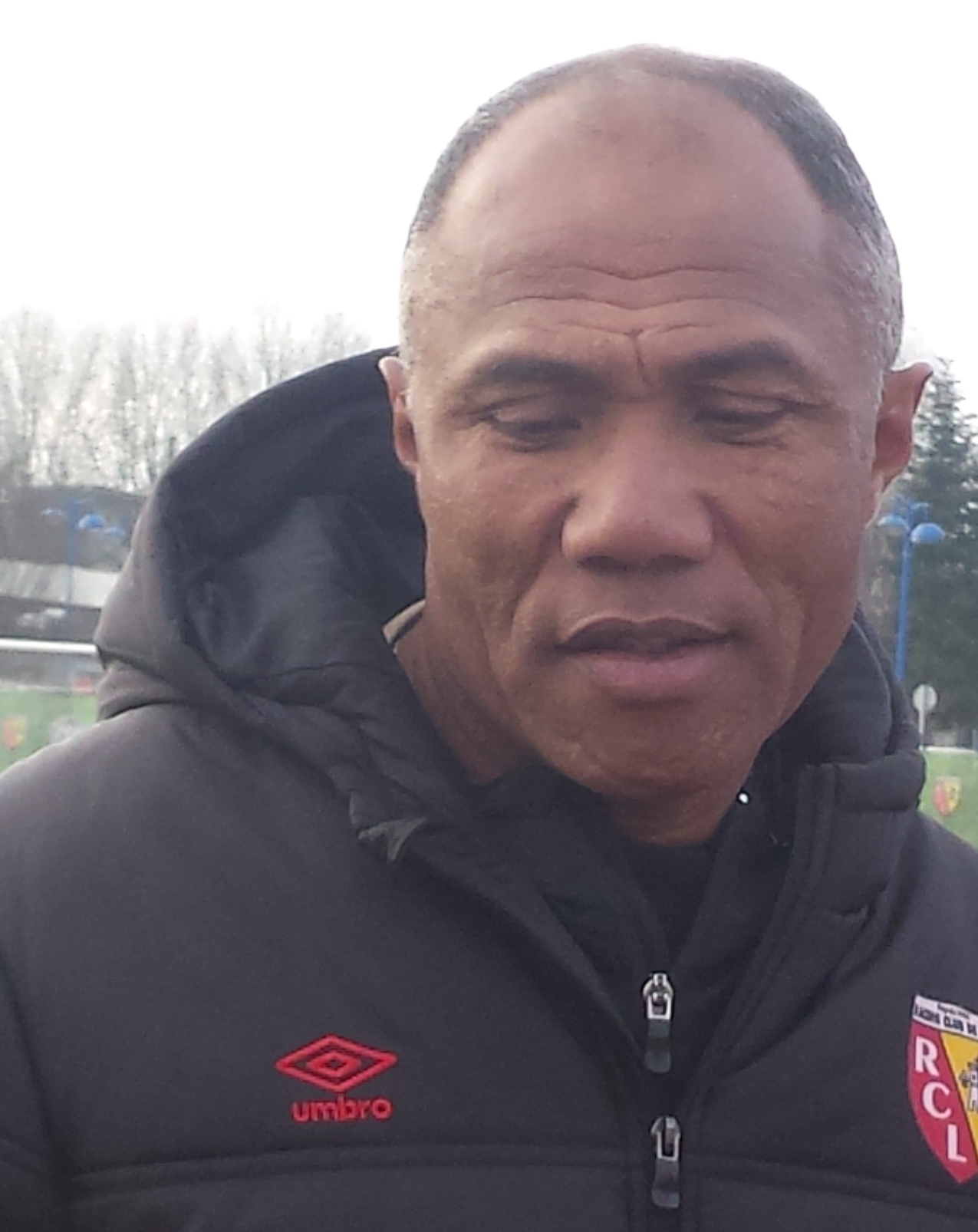
Antoine Kombouaré est le premier entraîneur de Nathaël Julan à l'EA Guingamp.

Durant la seconde moitié de la saison 2017-2018, Julan ne participe à aucun match de l'équipe première dirigée par Antoine Kombouaré, qui termine douzième de Ligue 1. Durant cette période, il joue cinq rencontres avec l'équipe réserve du club breton en National 3.
Nathaël Julan fait ses premières apparitions en Ligue 1 lors de la première moitié de l'exercice 2018-2019. À l’hiver 2019, il est prêté par le club breton au Valenciennes FC, jusqu'à la fin de la saison. Dans le Nord, Julan dispute douze matchs de Ligue 2 et marque deux buts, dont celui du maintien, lors de l’avant-dernière journée contre Le Havre (1-0). Dans le même temps, Guingamp ne parvient à se maintenir en première division.
De retour à l'EAG pour la saison 2019-2020, Julan joue une mi-temps en Coupe de la Ligue en août puis connaît une entrée en jeu de vingt minutes lors de la première journée de Ligue 2 dans l'équipe de Patrice Lair. Il n'a ensuite pas plus de temps de jeu malgré le changement d'entraîneur. Arrivé en octobre, Sylvain Didot écarte Julan de l'équipe première pour manque de professionnalisme.

## Mort
Nathaël Julan se tue le vendredi 3 janvier 2020, à l'âge de 23 ans, dans un accident de la route : il est seul à bord de sa voiture Audi Q5 quand il en perd le contrôle dans une courbe de la route départementale 786 en direction de Saint-Brieuc. La voiture sort dans un champ avant de percuter un arbre à forte vitesse. Son véhicule se retrouve encastré, sur le toit, entre des peupliers en contrebas de la route. À l'arrivée des secours, le jeune homme est toujours en vie. Mais, en dépit des soins prodigués par le médecin du SAMU, il ne survit pas à ses blessures.
Le décès est annoncé par son club via leur compte Twitter .
En raison du drame, le match amical prévu le lendemain (samedi) entre l'EA Guingamp et l'US Concarneau est annulé. De même que la réception du RC Lens en Ligue 2 la semaine suivante.

## Statistiques
| Saison                | Club                   | Championnat           | Championnat | Championnat | Championnat | Coupe nationale | Coupe nationale | Coupe nationale | Coupe de la Ligue | Coupe de la Ligue | Coupe de la Ligue | Total | Total | Total |
| Saison                | Club                   | Division              | M.          | B.          | P.d.        | M.              | B.              | P.d.            | M.                | B.                | P.d.              | M.    | B.    | P.d.  |
| 2015-2016             | Le Havre AC            | Ligue 2               | 3           | -           | -           | -               | -               | -               | -                 | -                 | -                 | 3     | 0     | 0     |
| 2016-2017             | Le Havre AC            | Ligue 2               | 22          | 4           | -           | 3               | 2               | -               | -                 | -                 | -                 | 25    | 6     | 0     |
| 2017-0000             | Le Havre AC            | Ligue 2               | 14          | 3           | 1           | 1               | -               | -               | 2                 | 2                 | -                 | 17    | 5     | 1     |
| Sous-total            | Sous-total             | Sous-total            | 39          | 7           | 1           | 4               | 2               | 0               | 2                 | 2                 | 0                 | 45    | 11    | 1     |
| 0000-2018             | EA Guingamp            | Ligue 1               | -           | -           | -           | -               | -               | -               | -                 | -                 | -                 | 0     | 0     | 0     |
| 2018-0000             | EA Guingamp            | Ligue 1               | 10          | -           | -           | -               | -               | -               | 1                 | -                 | -                 | 11    | 0     | 0     |
| 0000-2019             | Valenciennes FC (prêt) | Ligue 2               | 13          | 2           | 1           | -               | -               | -               | -                 | -                 | -                 | 13    | 2     | 1     |
| 2019-2020             | EA Guingamp            | Ligue 2               | 1           | -           | -           | -               | -               | -               | 1                 | -                 | -                 | 2     | 0     | 0     |
| Sous-total            | Sous-total             | Sous-total            | 11          | 0           | 0           | 0               | 0               | 0               | 2                 | 0                 | 0                 | 13    | 0     | 0     |
| Total sur la carrière | Total sur la carrière  | Total sur la carrière | 63          | 9           | 2           | 4               | 2               | 0               | 4                 | 2                 | 0                 | 71    | 13    | 2     |